# Ifjabb Jakab apostol

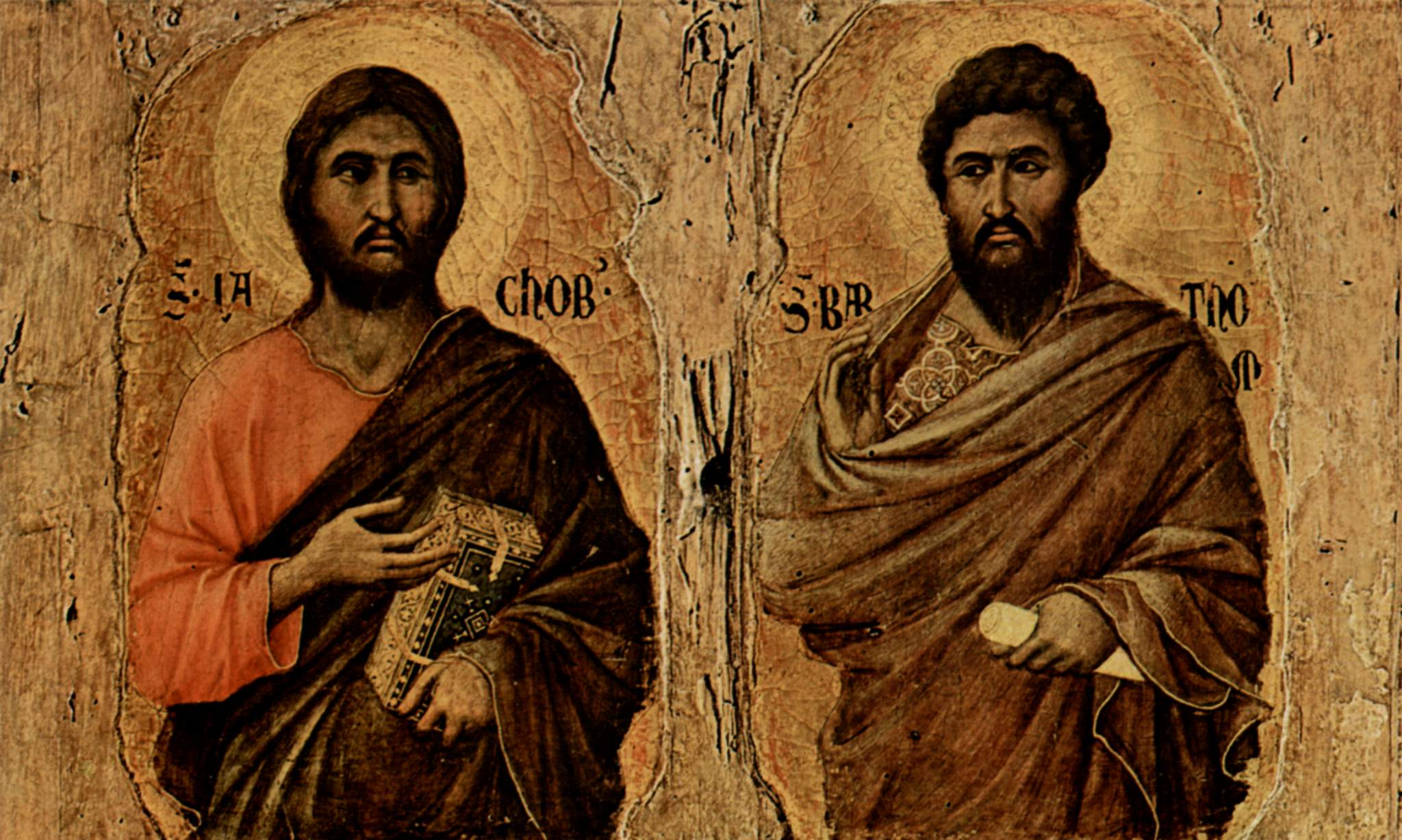
Ifjabb Szent Jakab, apostoltársával Szent Bertalannal a Sienai dóm oltárképén. Részlet Duccio di Buoninsegna (1250–1318) munkájából.

Ifjabb Jakab apostol vagy Ifjabb Szent Jakab (1. század eleje – 62 vagy 69, Jeruzsálem), Alfeus fia, a Jézus által kiválasztott 12 apostol egyike. Az apostolok felsorolásában a 9. helyen szerepel (Mk 3,18; Mt 10,3; Lk 6,14; ApCsel 1,13). Mivel az apostolok közt szerepel egy másik Jakab is, ezért kapta a megkülönböztető ifjabb nevet. Azonban ez az elnevezés bizonytalansággal terhelt. Életéről nem sok tudható: a Biblián kívüli hagyomány szerint Jézus mennybemenetele után Jeruzsálemben maradt, és az ottani gyülekezet elöljárója (tehát Jeruzsálem 1. püspöke) volt. A 60-as években lett vértanú.

### Személye a Bibliában
Az apostolnévsoron kívül máshol az Újszövetség nem említi Jakabot. Éppen ezért nehéz személyének azonosítása. A korai hagyomány alapján a felsorolásban szereplő Jakabot azonosítják egy másik Jakabbal, akinek anyja a keresztrefeszítés tanúja volt (Mk 15,40). A szentírás magyarázói nincsenek egyetértésben a kérdés kapcsán sem, azaz nem bizonyítható, hogy az apostolnévsorban szereplő Jakab, és Jakab, az Úr testvére (Mk 6,3; ApCsel 1,14) ugyanaz a személy. Így gyakran előfordul, hogy ezt a három Jakabot egyként említik. Az ortodox kereszténység megkülönbözteti Jakab apostolt és az Úr testvérét, a katolicizmus nem.
Részt vett az 50 körül – talán 49-ben vagy 52-ben – tartott jeruzsálemi zsinaton, ahol úgy nyilatkozott – Pál apostol véleményét megerősítve – hogy nem kell az újonnan megtért pogányoknak felvenni a zsidó szokásokat.

„Miután pedig ők elhallgattak, felele Jakab, mondván: Atyámfiai, férfiak, hallgassatok meg engem! Simeon elbeszélé, mimódon gondoskodott először az Isten, hogy a pogányok közül vegyen népet az ő nevének, És ezzel egyeznek a próféták mondásai, mint meg van írva: Ezek után megtérek és felépítem a Dávidnak leomlott sátorát; és annak omladékait helyreállítom, és ismét felállatom azt: Hogy megkeresse az embereknek többi része az Urat, és a pogányok mindnyájan, a kik az én nevemről neveztetnek. Ezt mondja az Úr, ki mindezeket megcselekszi. Tudja az Isten öröktől fogva minden ő cselekedeteit. Azokáért én azt mondom, hogy nem kell háborgatni azokat, kik a pogányok közül térnek meg az Istenhez; Hanem írjuk meg nekik, hogy tartózkodjanak a bálványok fertelmességeitől, a paráznaságtól, a fúlvaholt állattól és a vértől. Mert Mózesnek régi nemzedékek óta városonként megvannak a hirdetői, mivelhogy a zsinagógákban minden szombaton olvassák.”

– ApCsel 15:13-20

A Biblia többet nem mond róla.

### Biblián kívüli hagyomány
A korai egyházi hagyomány úgy tartja, hogy Jeruzsálem első püspökeként működött. Azt a kérdést nem döntik el a források, hogy Jézus tette meg őt püspöknek, vagy az apostolok választása juttatta a tisztségre. Az bizonyos, hogy zsidó származásúként ő maga megtartotta a mózesi törvényeket, és nagy tiszteletnek örvendett a kereszténységre nem tért zsidók között is. A 2. századi Hégészipposz feljegyzése szerint Jakab igen szigorú életet élt: nem ivott sohasem részegítő italt, haját nem nyiratta, nem használt illatosító olajat, nem fürdött, egyszerű vászon ruhában járt. Gyakran ment a templomba népének bűnéért imádkozni, és a sok térdeléstől térde olyan kérges lett, mint egy tevéé.
Mintegy 30 évig kormányozta a jeruzsálemi gyülekezetet. Halála valószínűleg 62-ben következett be. Az egyházi hagyomány szerint a zsidó vallási vezetők – elsősorban Ananiás főpap – egyszer a kereszténységről vallatták, Jakab pedig bátran kijelentette, hogy Jézus az élő Istennek Fia. Ezért a zsidók a templom sarokbástyájára vezették, várva, hogy a mélységtől félve az apostol megtagadja Jézust. Jakab azonban ott is megvallotta hitét. Erre a zsidók a mélységbe lökték. Jakab túlélte az esést, ezért ellenségei lent elkezdték megkövezni. Az apostol suttogva ezeket a szavakat mondta: „Kérlek, Uram, Atya Isten, bocsáss meg nekik, mert nem tudják, mit cselekszenek.” Ezt látva egy szigorú életet élő rekhabita pap rákiáltott a kövezőkre: „Hagyjátok abba, mit cselekedtek? Lássátok, az igaz imádkozik értetek!” A zsidók abbahagyták a kövek dobálását, de egy takács odasietett, és dorongjával (ványolórúdjával) szétzúzta Jakab fejét.

## Tisztelete, attribútumai
Jakab holttestét a templom alatti Jozafát völgybe temették el. Ereklyéinek egy része ugyanakkor Rómába került, ahol Fülöp apostollal egy sírban nyugszik a Tizenkét Apostol-templomában. Mivel a templomot 570. május 1-jén szentelték fel, május 1. lett a két apostol ünnepnapja is. Mivel 1955-ben május elseje Szent József ünnepnapja lett, a legközelebbi szabad napra, május 11-re helyezték át Jakab és Fülöp ünnepét. 1969-ben ugyanilyen meggondolásból május 3-ra kerültek. Ezen a napon emlékeznek rá az evangélikusok is. Az anglikán közösségek május 1-jén, az ortodoxok pedig október 9-én emlékeznek meg róla.[forrás?]
Az örmény keresztény hagyomány szerint sírja az apostoli örmények jeruzsálemi székesegyházának főoltára alatt van.
Ábrázolásain kallózófával mutatják, mely vértanúságának eszközére utal. Vértanúsága ugyanis egy posztófeldolgozóhoz kötődik, aki szerszámával agyonverte, amikor az apostolt ledobták a jeruzsálemi templomból. Szent Jakab így lett a kalaposok, posztókészítők védőszentje.[forrás?]

## Neve alatt fennmaradt iratok
Ifjabb Jakab apostolt tartják a Jakab levele című Újszövetségi irat szerzőjének. A körlevél, amely a Palesztinán kívül lakó zsidókeresztényekhez van intézve, az erkölcsi kérdésekkel és a vallási állapottal foglalkozik. Jakab különösen buzdítja a címzetteket a jó cselekedetek, a felebaráti szeretet gyakorlatára; a betegeknek pedig az utolsó kenet szentségének fölvételét rendeli. A reformáció dogmatikus okokból kétségbe vonta e levél hitelességét. A levél ennek ellenére része maradt a protestáns kánonnak is.